# Akyttara odorocci
Akyttara odorocci är en spindelart som beskrevs av Ono 2004. Akyttara odorocci ingår i släktet Akyttara och familjen Zodariidae.
Artens utbredningsområde är Vietnam. Inga underarter finns listade i Catalogue of Life.